# USS Anzio (CG-68)
El USS Anzio (CG-68) de la Armada de los Estados Unidos, llamado así en honor a la batalla de Anzio, es un crucero de la clase Ticonderoga. Fue construido por Ingalls Shipbuilding, colocándose su quilla en 1989, botado en 1990 y comisionado en 1992. Fue descomisionado en 2022.

## Construcción

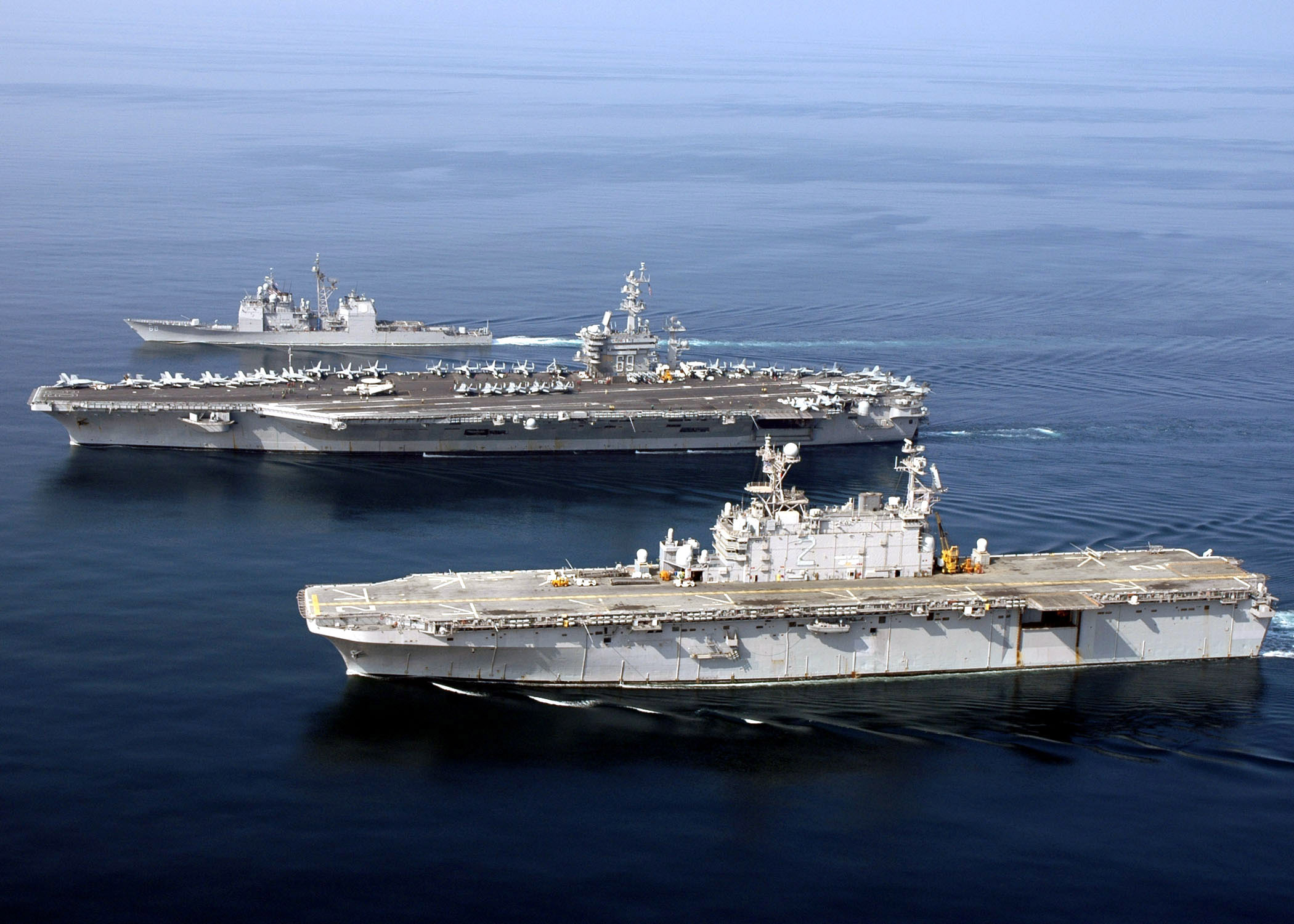
El crucero de misiles guiados Anzio, el portaaviones de la clase Nimitz Dwight D. Eisenhower y el buque de asalto anfibio Saipan navegan en formación, año 2006.

Fue construido por el Ingalls Shipbuilding de Pascagoula, Misisipi. Fue ordenado el 16 de abril de 1987. La nave tuvo la puesta de quilla el 24 de agosto de 1989, la botadura el 2 de noviembre de 1990 y la entrada en servicio el 2 de mayo de 1992. Su apostadero fue la base naval de Norfolk, Virginia.

## Historia de servicio
En 2003, durante la Operación Iraqi Freedom, el USS Anzio permaneció en el golfo Pérsico en tareas de observación y de apoyo.
El crucero Anzio fue descomisionado el 22 de septiembre de 2022 como parte del proceso de retiro de la flota de cruceros llevado a cabo por la marina estadounidense.

## Nombre
Su nombre USS Anzio honra a la batalla de Anzio (Italia) de 1944, en el Teatro Europeo de la Segunda Guerra Mundial.